# Tom Lawrence
Thomas Morris Lawrence (Wrexham, 13 de enero de 1994), conocido como Tom Lawrence, es un futbolista galés que juega como delantero y se encuentra sin equipo tras abandonar el Rangers F. C.
Se unió al Manchester United a la edad de ocho años e recorrió las divisiones inferiores del club inglés, tras lo cual estuvo sendas temporadas cedido en el Carlisle United y el Yeovil Town. También ha representado a Gales en la selección nacional a nivel sub-17, sub-19 y sub-21.

## Trayectoria

### Manchester United
Tom nació en Wrexham, pero creció en Penyffordd, Flintshire. Se unió al Manchester United procedente del Everton a la edad de ocho años. Tosh Farrell, un entrenador del Everton en ese tiempo, comentó en mayo de 2014:

«Lawrence era un gran fan del Manchester United, así que no tuvimos ninguna posibilidad de mantenerlo cuando ellos lo querían.».

Después de progresar a través de las divisiones inferiores, hizo su primera aparición en el equipo sub-18 a la edad de quince años en un amistoso contra el equipo maltés Hibernians en octubre de 2009; salió desde el banquillo y anotó el tercer gol en la victoria por 3-1. En julio de 2010, compitió con el equipo sub-17 la Milk Cup, disputada en Irlanda del Norte, en cuyos cuartos de final anotó frente el County Down. Posteriormente, en la temporada 2010-11 se convirtió en uno de los jugadores fijos del equipo sub-18, anotó cinco goles en veintidós apariciones en la Premier Academy League, así como tres apariciones como suplente en la exitosa FA Youth Cup. Hacia el final de la temporada, también tuvo su primera experiencia en el equipo reserva, ya que fue convocado, aunque no dispuso de minutos, para el último partido de la temporada de la Premier Reserve League, en el empate 2-2 contra el Liverpool
Hizo una nueva aparición en la Milk Cup de 2011, y Lawrence marcó en semifinales el único gol de los «red devils», en la victoria sobre el equipo senegalés Étoile Lusitana. Sin embargo, el equipo perdió la final por 5-1 contra el equipó catarí Aspire. Lawrence comenzó la temporada 2011-12 en buena forma, anotando cuatro goles en sus primeros cuatro partidos antes de sufrir una lesión en el quinto encuentro, una derrota en casa por 3-1 ante el Manchester City. En su regreso dos meses después, marcó el primer gol en la victoria del Manchester United por 4-0 en la FA Youth Cup sobre el Torquay United, pero de nuevo sufrió otra lesión en su ingle y perdió cinco meses más de temporada. No obstante, volvió con fuerza, y anotó tres goles en los últimos tres partidos de la temporada, incluyendo un doblete contra el Stoke City en la última jornada. Después de no ser utilizado en un partido del Manchester Senior Cup contra el Bury a principios de temporada, Lawrence finalmente hizo su primera aparición con los reservas en la final de la Lancashire Senior Cup contra el Accrington Stanley; después de entrar a los 23 minutos sustituyendo a Luke Giverin, Lawrence abrió el marcador poco antes del descanso y el Manchester United ganó por 4-0.
Tras firmar su primer contrato profesional en julio de 2012, Lawrence dio el salto a los reservas de modo permanente para la temporada 2012-13. Sin embargo, se encontró con una difícil adaptación, ya que competir con Federico Macheda, Ángelo Henríquez and Joshua King provocó que se hallara a menudo en el banquillo, apareciendo raramente algunos minutos en los partidos. A pesar de la falta de tiempo de juego, Lawrence logró anotar cuatro goles en veinte apariciones durante la temporada, incluyendo un gol en la victoria por 3-1 contra el Oldham Athletic en la Manchester Senior Cup, y realizó una asistencia a Larnell Cole a los 88 minutos para ganar el partido contra el Tottenham Hotspur en la final de la Premier League sub-21. El regreso de Will Keane al equipo significaba que Lawrence continuaría sin oportunidades y con apariciones limitadas en la temporada 2013–14, aunque se las arregló para estar presente en siete de los ocho primeros partidos del equipo de la temporada.

#### Préstamo al Carlisle United
El 28 de noviembre de 2013, Lawrence fue prestado durante un mes al Carlisle United de la League One, hasta el 4 de enero de 2014, donde coincidió con Ben Amos, también jugador cedido por el Manchester United. Lawrence hizo su debut el fin de semana siguiente, entrando a los 59 minutos substituyendo a Paul Thirlwell en una derrota por 3-1 contra Swindon Town.

#### Préstamo al Yeovil Town
El 31 de enero de 2014, Lawrence se unió al Yeovil Town de la Football League Championship en un préstamo de tres meses. Durante su estancia en el club, el cual descendió a la League One al concluir el campeonato, hizo diecisiete apariciones de titular y dos de suplente, en los que anotó dos tantos. El 30 de abril fue llamado por el Manchester United.

#### Regreso al Manchester United
El 6 de mayo de 2014, Lawrence debutó con el Manchester United gracias al técnico interino Ryan Giggs, empezando de titular en la victoria en casa por 3-1 contra el Hull City. Fue sustituido en el minuto 70 por el mismo Ryan Giggs, puesto que ejercía de jugador-entrenador.

### Leicester City
El 1 de septiembre de 2014, al poco de cerrarse el mercado de fichajes, se anunció el fichaje de Lawrence por el Leicester City, con el que firmó un contrato hasta 2018.

## Selección nacional
La primera experiencia representativa de Lawrence en el fútbol se produjo en el 2003–04, cuando jugó para el equipo Flintshire Schools cuando todavía era muy joven, y de nuevo en 2004–05. Ambos años, el equipo ganó los títulos Tom Yeoman Shield North league, y en 2005, fueron golpeados por el título nacional a manos de Swansea Schools. Ese año, Lawrence fue nombrado como jugador del año por Flintshire Schools FA's, junto con George Baxter del Mynydd Isa CP.
Después de avanzar por Gales Sub-17 y los equipos de menores de 19, Lawrence hizo su debut con la sub-21 en una victoria por 3-0 en casa ante Islandia en febrero de 2013, jugando durante 64 minutos antes de ser sustituido. Él anotó su primer gol con la sub-21 un mes más tarde, anotando el único gol en la victoria de clasificación European Championship sobre Moldavia en el estadio Parc y Scarlets en Llanelli. Esto fue seguido por un penal en otro juego de clasificación el que ganaron en octubre de 2013, esta vez contra Lituania.
22 de mayo de 2014, Lawrence fue llamado al primer equipo de Gales para el partido amistoso contra Holanda el 4 de junio de 2014.

## Palmarés

### Títulos nacionales
| Título                     | Club          | País    | Año     |
| -------------------------- | ------------- | ------- | ------- |
| Copa de la Liga de Escocia | Rangers F. C. | Escocia | 2023-24 |